# Zhou Muwang
Zhou Muwang was van 976 tot 922 v.Chr. koning van de Chinese Westelijke Zhou-dynastie. Dit was een periode van grote voorspoed voor de Zhou-dynastie. Hij reisde tot in de verste uithoeken van zijn rijk om zijn machtsambities te kunnen verwezenlijken.